# Derby (azienda)
La Derby è stata una casa automobilistica francese attiva dal 1921 al 1936.

## Storia
Delle origini di questa piccola ma gloriosa (almeno in Francia) Casa automobilistica si sa poco, tranne il fatto che è nata nel 1921.

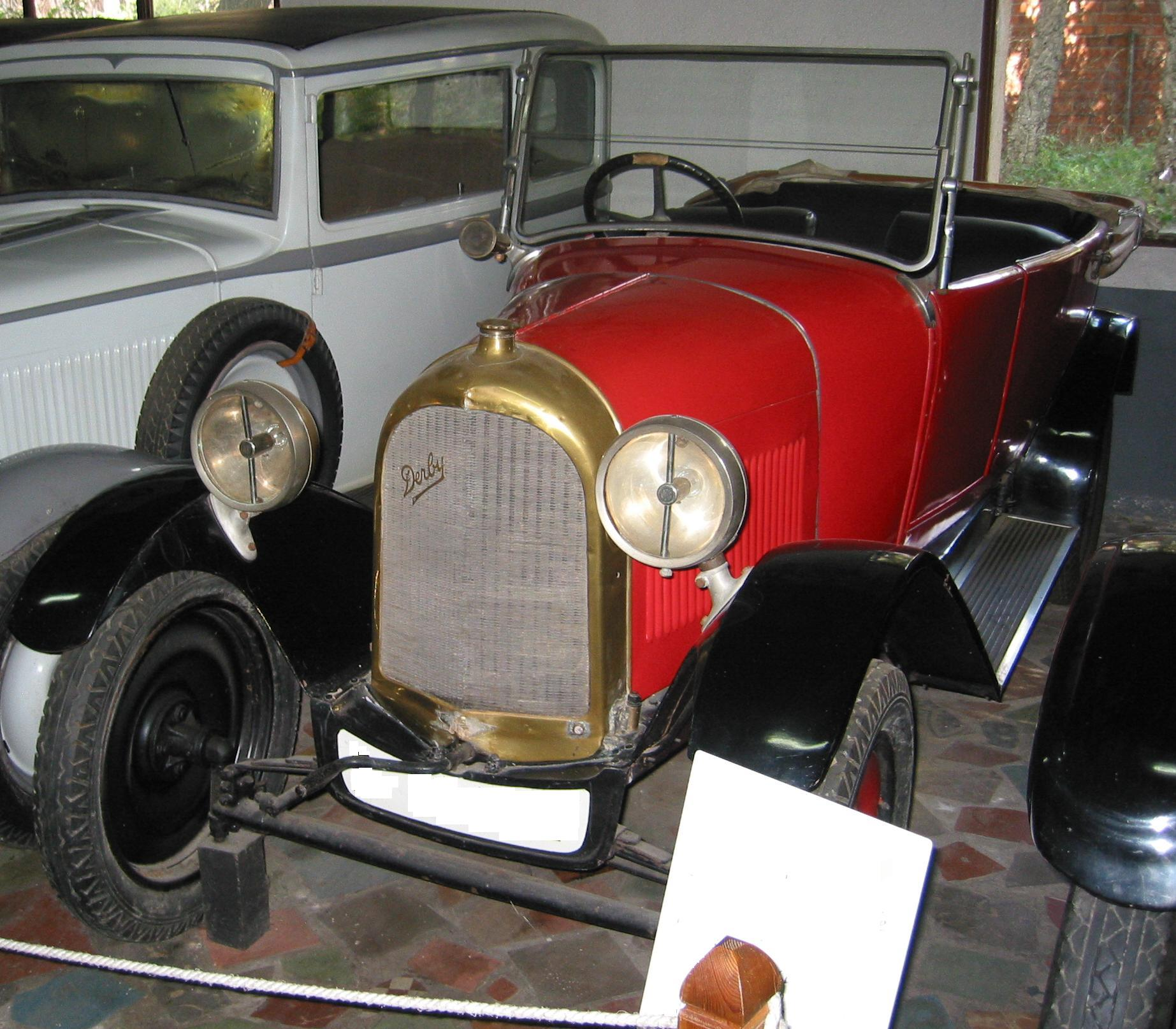
Una Derby del 1922

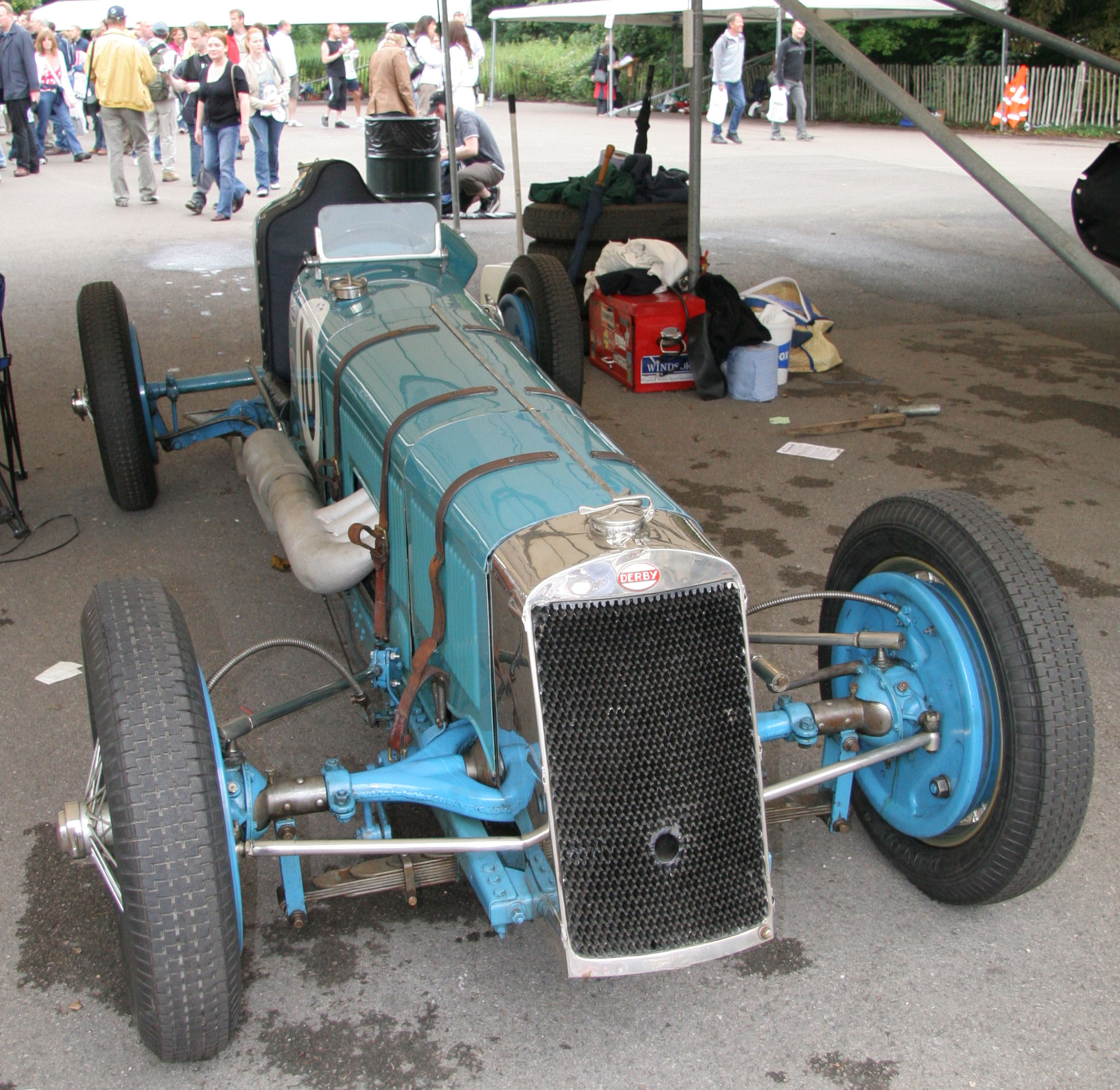
Derby Maserati 1934

I suoi primi modelli erano autocicli che di fatto si trovavano a concorrere commercialmente con le Amilcar. Il primissimo, in particolare, montava un motore motociclistico bicilindrico a V addirittura di provenienza statunitense. In seguito, tale motore sarebbe stato sostituito da un'unità da 900 cm³ prodotta in Francia dalla Chapuis-Dornier. Caratteristica dei primi modelli Derby era l'estrema semplicità progettuale e costruttiva, che permetteva di abbattere i costi di produzione. Tale semplicità si riscontrava per esempio nell'assenza del differenziale in corrispondenza del retrotreno (le Derby, come tutte le altre vetture degli anni venti, erano a trazione posteriore) e nel cambio a 3 marce.
AL loro debutto, le Derby riscossero quindi un successo più che buono, a tal punto da permettere alla Casa automobilistica di aprire una filiale in Italia, dove le Derby venivano assemblate su licenza con il nome di Fadin.
Più tardi, però, i modelli che seguirono si fecero via via sempre più sofisticati, complice anche l'attività agonistica che esigeva via via soluzioni tecniche sempre più efficaci ed elaborate.
A proposito della carriera agonistica della Derby, anche nella breve parentesi italiana, i suoi modelli seppero rivaleggiare a testa alta con le sportive italiane di fascia medio-bassa dell'epoca, tra le quali la Fiat 509 S.
Nel 1927, però, la Derby interruppe la produzione per il mercato italiano e la sua fama tornò ad essere relegata ai confini francesi.
Non solo in Italia, ma anche in Inghilterra le Derby furono prodotte su licenza, in questo caso con il marchio Vernon-Derby.
La sua attività sportiva non si fermò e fu nel 1930 che la Derby riuscì in un'impresa mai tentata fino a quel momento e probabilmente mai pensata: far conoscere a tutti una delle prime donne pilota, il cui nome era Gwenda Stewart, la quale riuscì a battere alcuni record di velocità a bordo di una Miller, un modello Derby per uso agonistico. 
Questa giovane pilota rimase sulla cresta dell'onda fino al 1934.
Ma nel frattempo, anche la normale produzione di serie non si fermò e videro la luce anche dei modelli Derby con motore a 6 cilindri.
Nel 1932, cominciarono a vedersi anche modelli decisamente innovativi, come la L2, una vettura di fascia medio-bassa dotata nientemeno che di trazione anteriore, prima ancora della nascita della famosa Traction Avant della Citroën. Stessa soluzione tecnica fu usata anche sulla L8 del 1933, una vettura con motore ad 8 cilindri da 2 litri, una delle più interessanti e riuscite vetture del marchio francese. In listino, tra questi due modelli stava la 4ED con motore da 1.5 litri.
La Derby chiuse i battenti nel 1936.